# Martha Lavey
Martha Ann Lavey (* 20. Februar 1957 in Lawrence, Kansas; † 25. April 2017 in Chicago, Illinois) war eine US-amerikanische Kulturschaffende, die als Performance-Künstlerin, Bühnenschauspielerin und Theaterintendantin bekannt wurde. Sie fungierte knapp zwei Jahrzehnte als künstlerische Leiterin der renommierten Steppenwolf Theatre Company in Chicago und prägte in dieser Zeit mit mehrfach prämierten Aufführungen und durch konsequente Nachwuchsarbeit die Theaterszene.

## Leben

### Privatleben und Ausbildung
Lavey wuchs als eines von sieben Geschwistern zunächst im Osten des US-Bundesstaates Kansas sowie anschließend in Washington, D.C. und Kansas City auf. Ihre Mutter war Hausfrau, der Vater arbeitete für die CIA. Ende der 1960er Jahre zog die Familie nach Detroit. Dort besuchte Lavey die katholisch geführte Immaculata High School – eine reine Mädchenschule. Ihren eigenen Angaben zufolge brachten die Nonnen sie in Kontakt mit den Ideen der Befreiungstheologie, des Feminismus sowie der Friedensbewegung. Rückblickend bezeichnete Lavey diese Zeit als sehr prägend in Bezug auf die Herausbildung ihres sozialen Bewusstseins. Eine der Lehrerinnen – Anne Knoll aus Cicero (Illinois) – entdeckte ihr schauspielerisches Talent und engagierte sie ohne Vorsprechen für die Rolle der Anne Sullivan Macy in einer Schulaufführung von The Miracle Worker. Knoll wurde ihre Mentorin und enge Freundin.
1975 immatrikulierte sich Lavey, auch auf Anraten Knolls, für ein Studium der Theaterwissenschaften an der School of Communication der Northwestern University in Evanston (Illinois). Sie schloss 1979 mit einem Bachelor ab und belegte anschließend Schauspielkurse bei John Malkovich. Anfang der 1980er Jahre war sie kurz verheiratet und zog für ein Jahr nach San Francisco. Um finanziell besser gestellt zu sein, erwog sie, Rechtswissenschaft zu studieren. Ihr Ehemann riet ihr jedoch dazu, in dem, was sie liebte, den Master an einer Graduate School zu erwerben. Lavey war zudem das in sozialer und finanzieller Hinsicht randständige Leben als Künstlerin leid – außerdem war sie als Performance-Künstlerin innerhalb der kulturellen Gemeinschaft nochmals marginalisiert. Sie suchte nach einer „identitäts-übertragenden“ Maßnahme, folgte daher dem Ratschlag ihres Mannes und kehrte an die Northwestern University zurück, wo sie insbesondere von den wissenschaftlichen Ansätzen des Ethnographen Dwight Conquergood (1949–2004) beeinflusst wurde, der einer der Leiter des Faches Performance Studies war. Sein Interesse galt vor allem kultureller Inszenierung und der Inszenierung im Alltag. Damit verfolgte er die Ideen Erving Goffmans und erhob quasi die Ethnographie selbst zu einer Darbietung. Ihren Master in Performance Studies legte Lavey 1986 ab. Abermals einige Jahre später entschloss sie sich zur Ausfertigung ihrer Dissertation in Performance Studies an derselben Institution. Als ihr Doktorvater wirkte – bis zu seiner Emeritierung 1991 – Leland H. Roloff (1927–2015). Er war diplomierter analytischer Psychologe, arbeitete in der Tradition Carl Gustav Jungs und unterrichtete Poesie- und Bibliotherapie. Gleichzeitig hatte er im Laufe von mehr als zwei Jahrzehnten mehrere Lehraufträge an der Northwestern University inne, zuletzt als Professor für Performance Studies. 1994 wurde Lavey mit ihrer Schrift Representing the body. An archetypal approach to the Performance Art of Rachel Rosenthal, Laurie Anderson, and Karen Finley zum Ph.D. promoviert.
Die praktizierende Buddhistin Lavey war Mitglied im National Advisory Council für die School of Communication der Northwestern University. Darüber hinaus saß sie in den Bewilligungsausschüssen diverser künstlerischer Organisationen und Institutionen – beispielsweise National Endowment for the Arts, United States Artists, Theatre Communications Group und 3Arts – sowie im Chicagoer Beirat für städtische Kunst. 2014 spendete Lavey 500 US-Dollar an die letztlich erfolgreiche Kampagne zur Wiederwahl von Lisa Madigan, Attorney General des Bundesstaates Illinois.
Am 4. Mai 2015 erlitt sie in ihrem Haus einen Schlaganfall und wurde in ein Krankenhaus eingeliefert. Die Hirnschädigungen waren nicht lebensbedrohlich und Lavey zeigte Anzeichen rascher Genesung. Knapp zwei Jahre später erlitt sie am 19. April 2017 einen weiteren Schlaganfall, an dessen Folgen sie am 25. April im Alter von 60 Jahren verstarb.

### Künstlerische Laufbahn
“She did a section from James Joyce’s Ulysses, and it was a performance I’ll never forget. Every member of the audience had a headset, and she spoke the text, whispering it in our ears, while she enacted a ritual onstage that involved a kind of abstract choreography of the text and the lighting of dozens of candles. It was an indelible performance, and her boldness, her artistic imagination and reach were so extraordinary that I remember thinking that this was a person of real genius.”

Bereits seit ihrem Studium war Martha Lavey der Steppenwolf Theatre Company eng verbunden. So gab ihr im Jahr 1980 eine dortige Aufführung von Say Goodnight, Gracie unter der Regie von Austin Pendleton den letzten Ausschlag, selbst eine Bühnenkarriere einzuschlagen. Im Zuge ihres Schauspielkurses bei John Malkovich debütierte sie dann 1981 auch tatsächlich an jenem Haus, als ihr Lehrer dort das Stück Savages inszenierte. Lavey spielte darin – wie die übrigen Theater-Studenten der Northwestern University – eine brasilianische Ureinwohnerin.
Während ihres Aufenthaltes in Kalifornien Anfang der 1980er Jahre wirkte sie dort zusammen mit einer kleinen Gruppe von Musikern und Autoren als Performance-Künstlerin. Sie hatte zwar auch einzelne Bühnenrollen, trat mit dieser Gruppe aber vor allem an unkonventionellen Orten auf, beispielsweise in Galerien und Racquetball-Vereinen. Nach ihrer Rückkehr und ihrem Master-Studium hatte sie 1987 am Steppenwolf Theatre ihren Durchbruch, als sie unter der Regie von Frank Galati Lemon in Aunt Dan and Lemon verkörperte. Seitdem spielte sie in zahlreichen Stücken, allerdings nicht ausschließlich am Steppenwolf Theatre, sondern in Chicago auch am Goodman Theatre, am Victory Gardens Theater und am Remains Theatre sowie am Northlight Theatre in Skokie (Illinois) und am Women’s Project Theater in New York City. 1993 schließlich wurde Lavey festes Ensemblemitglied am Steppenwolf Theatre. Etwa zur gleichen Zeit gab der damalige künstlerische Leiter Randall Arney bekannt, zurücktreten zu wollen. Die Gründer des Theaters trugen daher schon nach kurzer Zeit die Position der künstlerischen Leitung an Lavey heran – zunächst als Interimslösung. 1995 ernannte man sie dann jedoch offiziell zur neuen künstlerischen Leiterin. Zusätzlich zu ihren administrativen Tätigkeiten blieb sie dem Haus aber auch als Schauspielerin erhalten.
Während ihrer Amtszeit wandelte sich Lavey von einer anfangs unerfahrenen Leiterin zu einer der profiliertesten Theaterschaffenden des Landes. Ihre Auftritte an kleineren Bühnen in Chicago und ihre starke Netzwerk-Arbeit machten sie zu einer äußerst angesehenen Person des Chicagoer Kulturbetriebes. Man schätzte auch ihre Eloquenz und rhetorische Geradlinigkeit, die sich dadurch auszeichnete, dass sie stets offen ihre Meinung äußerte, selbst auf die Gefahr hin, mit direkter Kritik das Missfallen wichtiger Entscheidungsträger auf sich zu ziehen. Sie war bekannt dafür, für die Spielpläne der Steppenwolf Theatre Company insbesondere neue, intelligente und manchmal auch kleine Stücke auszuwählen. Ferner gehörte sie zu den frühen Förderern zahlreicher mittlerweile bekannter und erfolgreicher Autoren – etwa Bruce Norris, Tracy Letts und Lisa D’Amour. Martha Lavey war eine leidenschaftliche Verfechterin intensiver Nachwuchsarbeit. Unter ihrer Leitung arbeitete das Theater mit vielen jungen, noch relativ unerfahrenen Schauspielern zusammen. Sie sah es als Verpflichtung des Hauses an, junge Künstler zu betreuen und ihnen Einstiegsmöglichkeiten zu eröffnen – entweder durch direkte Zusammenarbeit bei Produktionen oder indem man sie als Teil von Gast-Gruppen einlud. Innerhalb von zwanzig Jahren verdoppelte Lavey das Steppenwolf-Ensemble und sorgte für eine größere Diversifizierung der Künstler. Sie initiierte Partnerschaften mit Schulen und Kommunaleinrichtungen, schuf Feedback-Möglichkeiten für Zuschauer nach Aufführungen und richtete eine Jugendtheater-Sparte ein. Ferner zeichnete sie – auf Anregung und Wunsch des Co-Gründers Gary Sinise – verantwortlich für die Konzeption und Umsetzung der Garage, einer 1998 eröffneten Studiobühne im Parkhaus des Theaters. Sechs Produktionen der Steppenwolf Theatre Company wurden unter Laveys Leitung an den Broadway in New York City überführt.
Am 2. Oktober 2014 gab Lavey auf einer Pressekonferenz bekannt, dass sie zum Ende der Spielzeit 2014/2015 von ihrem Posten zurücktreten werde. Als ihre Nachfolgerin durch einen internen Personalwechsel wurde die ebenfalls bereits seit langem am Steppenwolf Theatre tätige Anna D. Shapiro vorgestellt, die in Expertenkreisen zuvor auch als potentielle „Thronfolgerin“ gehandelt worden war. Martha Lavey hatte angekündigt, zunächst einfaches Ensemblemitglied bleiben zu wollen.

## Auszeichnungen
Für ihre künstlerische Arbeit ehrte man Martha Lavey persönlich mit diversen Preisen:
- 2004: Alumni Merit Award (verliehen von der Northwestern University)
- 2004: Chicago’s 10 most powerful women in the arts (verliehen von der Chicago Sun-Times)
- 2010: Chicagoan of the year (verliehen von der Chicago Tribune)
- 2010: Ehrendoktor der Künste (verliehen von der Northwestern University)
- 2013: 100 most powerful people in Chicago – Platz 43 (verliehen von Chicago)
- 2014: 100 most powerful people in Chicago – Platz 62 (verliehen von Chicago)

Unter ihrer Ägide wurde die Steppenwolf Theatre Company (beziehungsweise das Ensemble) 1998 mit der National Medal of Arts, 2000 mit dem Illinois Arts Legend Award, 2001 mit dem Otto Rene Castello Award for political theatre und dem Drama League Award in der Kategorie „Unique contribution to the theatre“ sowie 2003 mit dem Equity Special Award ausgezeichnet. Darüber hinaus erhielt das Theater während Laveys Amtszeit insgesamt neun Tony Awards zugesprochen; alle an den Broadway überführten Produktionen hatten wenigstens eine Nominierung (siehe nachfolgende Tabelle). Einzelne Stücke, Inszenierungen und Personen des Hauses wurden ferner mit zahlreichen regionalen, nationalen und internationalen Auszeichnungen bedacht – etwa mit dem Laurence Olivier Award, dem Jeff Award, dem Drama Desk Award, dem Outer Critics Circle Award, dem New York Drama Critics’ Circle Award und dem Theatre World Award.

| Jahr            | Stück                             | Person           | Kategorie                                     | Ausgang   |
| --------------- | --------------------------------- | ---------------- | --------------------------------------------- | --------- |
| Verleihung 1996 | Vergrabenes Kind                  | Sam Shepard      | Bestes Theaterstück                           | nominiert |
| Verleihung 1996 | Vergrabenes Kind                  | Lois Smith       | Beste Nebendarstellerin in einem Theaterstück | nominiert |
| Verleihung 1996 | Vergrabenes Kind                  | James Gammon     | Bester Nebendarsteller in einem Theaterstück  | nominiert |
| Verleihung 1996 | Vergrabenes Kind                  | Allison Reeds    | Bestes Kostümdesign                           | nominiert |
| Verleihung 1996 | Vergrabenes Kind                  | Gary Sinise      | Beste Theaterregie                            | nominiert |
| Verleihung 2001 | Einer flog über das Kuckucksnest  | —                | Beste Wiederaufnahme eines Theaterstücks      | gewonnen  |
| Verleihung 2001 | Einer flog über das Kuckucksnest  | Gary Sinise      | Bester Hauptdarsteller in einem Theaterstück  | nominiert |
| Verleihung 2008 | Im August in Osage County         | Tracy Letts      | Bestes Theaterstück                           | gewonnen  |
| Verleihung 2008 | Im August in Osage County         | Rondi Reed       | Beste Nebendarstellerin in einem Theaterstück | gewonnen  |
| Verleihung 2008 | Im August in Osage County         | Anna D. Shapiro  | Beste Theaterregie                            | gewonnen  |
| Verleihung 2008 | Im August in Osage County         | Todd Rosenthal   | Bestes Bühnenbild in einem Theaterstück       | gewonnen  |
| Verleihung 2008 | Im August in Osage County         | Deanna Dunagan   | Beste Hauptdarstellerin in einem Theaterstück | gewonnen  |
| Verleihung 2008 | Im August in Osage County         | Amy Morton       | Beste Hauptdarstellerin in einem Theaterstück | nominiert |
| Verleihung 2008 | Im August in Osage County         | Ann G. Wrightson | Bestes Lichtdesign in einem Theaterstück      | nominiert |
| Verleihung 2010 | Superior Donuts                   | Jon Michael Hill | Bester Nebendarsteller in einem Theaterstück  | nominiert |
| Verleihung 2013 | Wer hat Angst vor Virginia Woolf? | —                | Beste Wiederaufnahme eines Theaterstücks      | gewonnen  |
| Verleihung 2013 | Wer hat Angst vor Virginia Woolf? | Tracy Letts      | Bester Hauptdarsteller in einem Theaterstück  | gewonnen  |
| Verleihung 2013 | Wer hat Angst vor Virginia Woolf? | Pam MacKinnon    | Beste Theaterregie                            | gewonnen  |
| Verleihung 2013 | Wer hat Angst vor Virginia Woolf? | Amy Morton       | Beste Hauptdarstellerin in einem Theaterstück | nominiert |
| Verleihung 2013 | Wer hat Angst vor Virginia Woolf? | Carrie Coon      | Beste Nebendarstellerin in einem Theaterstück | nominiert |
| Verleihung 2015 | This is our youth                 | —                | Beste Wiederaufnahme eines Theaterstücks      | nominiert |

## Filmografie
- 1989: Cold Justice
- 1993: Missing Persons (Fernsehserie, Episode 1x07: Some People’s Priorities)